# Länna, Visby
Länna är en villastadsdel i sydvästra delen av Visbys ytterstad. Här finns bland annat Säveskolan, belägen på samma plats som den tidigare herrgården Länna, vilken har gett stadsdelen dess namn.
1881 ropade Gotlands Enskilda Bank in Länna med underlydande ägor efter en konkurs. I det svåra ekonomiska läget blev det inte lätt att hitta en köpare och 1887 köpte bankens chef, Herman Pettersson Länna för 20 000 kronor. 1895 började han stycka av den gamla parkmarken, och ganska snart därefter börjar man sälja av lotter för egnahemsbebyggelse.